# علم أوصاف الكون

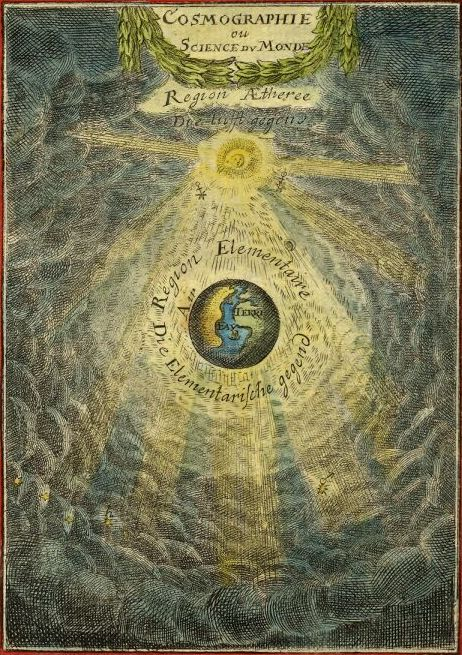
نظرة علم الكون 1719م

علم أوصاف الكون ورسم الدنيا (الكوزموغرافيا)، هو العلم الذي يبحث في مظهر الكون وتركيبه العام وهو يشمل علوم الفلك والجغرافيا والجيولوجيا، يُعتبر كتاب عجائب المخلوقات وغرائب الموجودات للعالم العربي الإيراني أبو عبد الله بن زكريا القزويني المُصنف في القرن الرابع عشر أول مُصنف تحدث عن علم أوصاف الكون بشكلٍ دقيق، وتناقل العلماء بعدئذٍ الحديث عن الكوزموغرافيا.